# Ocean (альбом Lady Antebellum)
Ocean — восьмой студийный альбом американской кантри-группы Lady Antebellum, вышедший 15 ноября 2019 года. Последний диск, выпущенный под этим своим старым названием до его сокращения до «Lady A». Альбом был выпущен 15 ноября 2019 года на лейбле на лейбле BMLG Records. Это их первый альбом на этом лейбле и первый альбом, спродюсированный Дэнном Хаффом. Делюкс-издание альбома вышло 20 ноября 2020 года под новым названием «Lady A».

## История
В августе 2018 года группа Lady Antebellum подписала контракт с лейблом Nashville Harbor Records & Entertainment после окончания срока действия их контракта с Capitol Nashville. В марте 2019 года, выступая в Лондоне, трио объявило о работе над новой музыкой.
Песня «What If I Never Get Over You» была выпущена 17 мая 2019 года в качестве ведущего сингла альбома. Песня дебютировала на 14-м месте в чарте Hot Country Songs и на 25-м месте в чарте Country Airplay. По состоянию на сентябрь 2019 года в США было продано 68 000 копий песни. В январе 2020 года песня возглавила чарт Country Airplay, став их первым синглом, занявшим первое место с 2014 года.

## Отзывы
Диск получил положительные отзывы и рецензии музыкального сообщества, в том числе, таких изданий как Allmusic (который дал три с половиной рейтинговые звезды из пяти).
Стивен Томас Эрлевайн из AllMusic написал: «Ocean — это своего рода переосмысление для Lady A. Вышедший в ноябре 2019 года, спустя несколько месяцев после завершения их короткого резидентства Our Kind of Vegas, трио записывало Ocean на новом лейбле с новым продюсером Дэнном Хаффом, который был в отличной форме с тех пор, как в 2012 году срежиссировал часть альбома Тейлор Свифт „Red“. Возможно, группа покинула Capitol Nashville ради Big Machine, но Ocean звучит так, будто возвращается к тёплому, мягкому кантри-попу, который сделал их хитами десять лет назад. Lady A не отрицают, что в альбоме Ocean они выглядят на десять лет старше. Альбом полон песен о вечной любви, как романтической, так и семейной. Показательно, что „What I’m Leaving For“ — баллада о душевной боли от расставания с любимым домом — была среди песен, которые стали лейтмотивом альбома: её беззастенчивая сентиментальность — краеугольный камень Ocean, плюс возрождение трио своих сплочённых софт-роковых гармоний. По сравнению с приглушённым блеском Heart Break, их современной коллаборации с Busbee 2017 года, Ocean кажется сдержанной и осторожной, но в то же время успокаивающей и гостеприимной. Всё это течёт так плавно, что легко не заметить, что лёгкая, грувовая „Pictures“ — это песня о разбитом сердце, но именно в этом и заключается цель Lady A в их седьмом альбоме: они хотят дарить утешение, и именно это и предлагает Ocean».

## Список композиций
По данным Taste of Country и аккаунта группы Lady Antebellum на Instagram
| №                   | Название                                                | Автор(ы)                                                             | Длительность |
| ------------------- | ------------------------------------------------------- | -------------------------------------------------------------------- | ------------ |
| 1.                  | «What If I Never Get Over You»                          | Sam Ellis Ryan Hurd Laura Veltz Jon Green                            | 3:26         |
| 2.                  | «Pictures»                                              | Dave Haywood Charles Kelley Hillary Scott Sarah Buxton Corey Crowder | 2:58         |
| 3.                  | «Crazy Love»                                            | Kelley Nathan Chapman                                                | 3:25         |
| 4.                  | «You Can Do You»                                        | Haywood Kelley Crowder Jordan Schmidt                                | 4:08         |
| 5.                  | «What I'm Leaving For»                                  | Ellis Veltz Micah Premnath                                           | 3:23         |
| 6.                  | «Be Patient with My Love»                               | Kelley Dave Barnes Ben West                                          | 5:06         |
| 7.                  | «Alright»                                               | Haywood Kelley Scott busbee Justin Ebach                             | 3:16         |
| 8.                  | «Let It Be Love»                                        | Scott Jordan Reynolds Amy Wadge                                      | 3:38         |
| 9.                  | «On a Night Like This»                                  | Barnes                                                               | 3:23         |
| 10.                 | «Boots»                                                 | Kelley Ross Copperman                                                | 3:33         |
| 11.                 | «The Thing That Wrecks You» (featuring Little Big Town) | Daniel Tashian Tenille Townes Kate York                              | 4:35         |
| 12.                 | «Mansion»                                               | Chris DeStefano Hillary Lindsey Josh Miller                          | 3:12         |
| 13.                 | «Ocean»                                                 | Buxton Tofer Brown Abe Stoklasa                                      | 3:30         |
| Общая длительность: | Общая длительность:                                     | Общая длительность:                                                  | 47:38        |

| №                   | Название                                                    | Автор(ы)                                                                                    | Длительность |
| ------------------- | ----------------------------------------------------------- | ------------------------------------------------------------------------------------------- | ------------ |
| 14.                 | «Heroes» (featuring Thomas Rhett)                           | Scott Kelley Haywood busbee                                                                 | 3:57         |
| 15.                 | «Champagne Night» (from Songland)                           | Scott Kelley Haywood Madeline Merlo Shane McAnally Tina Parol David Thomson Patricia Conroy | 3:05         |
| 16.                 | «Underwater»                                                | Corey Sanders Green Veltz                                                                   | 3:17         |
| 17.                 | «Let It Be Love» (at Home version)                          | Scott Reynolds Wadge                                                                        | 3:41         |
| 18.                 | «Champagne Night» (Tiki Bar version)                        | Scott Kelley Haywood Merlo McAnally Parol Thomson Conroy                                    | 3:05         |
| 19.                 | «What If I Never Get Over You» (Live from 3rd and Lindsley) | Ellis Hurd Veltz Green                                                                      | 3:31         |
| Общая длительность: | Общая длительность:                                         | Общая длительность:                                                                         | 68:14        |

## Позиции в чартах
| Чарт (2019)                              | Высшая позиция |
| ---------------------------------------- | -------------- |
| Австралия (ARIA)                         | 7              |
| Канада (Canadian Albums Chart)           | 17             |
| Шотландия (Scottish Albums Chart)        | 10             |
| Швейцария (Schweizer Hitparade)          | 24             |
| Великобритания (UK Albums Chart)         | 29             |
| Великобритания (UK Country Albums Chart) | 1              |
| США (Billboard 200)                      | 11             |
| США (Billboard Top Country Albums)       | 2              |

| Чарт (2020)                         | Позиция |
| ----------------------------------- | ------- |
| США (Top Album Sales, Billboard)    | 92      |
| США (Top Country Albums, Billboard) | 48      |